# ハワイ州選出のアメリカ合衆国上院議員
ハワイ州選出のアメリカ合衆国上院議員について示す。ハワイ州は、1959年8月21日にアメリカ合衆国の州に昇格した。アメリカ合衆国上院への議員選出はそれ以降のことである。

## 上院議員一覧
| 第1部 第1部のハワイ州選出上院議員が初めて選出されたのは1959年。2000年, 2006年, 2012年に改選されている。次の選挙は2018年を予定している。 | 第1部 第1部のハワイ州選出上院議員が初めて選出されたのは1959年。2000年, 2006年, 2012年に改選されている。次の選挙は2018年を予定している。 | 第1部 第1部のハワイ州選出上院議員が初めて選出されたのは1959年。2000年, 2006年, 2012年に改選されている。次の選挙は2018年を予定している。 | 第1部 第1部のハワイ州選出上院議員が初めて選出されたのは1959年。2000年, 2006年, 2012年に改選されている。次の選挙は2018年を予定している。 | 第1部 第1部のハワイ州選出上院議員が初めて選出されたのは1959年。2000年, 2006年, 2012年に改選されている。次の選挙は2018年を予定している。 | 第1部 第1部のハワイ州選出上院議員が初めて選出されたのは1959年。2000年, 2006年, 2012年に改選されている。次の選挙は2018年を予定している。 | 議会  | 第3部 第3部のハワイ州選出上院議員が初めて選出されたのは1959年。2004年, 2010年, 2014年 (補選),2016年に改選されている。次の選挙は2022年を予定している。 | 第3部 第3部のハワイ州選出上院議員が初めて選出されたのは1959年。2004年, 2010年, 2014年 (補選),2016年に改選されている。次の選挙は2022年を予定している。 | 第3部 第3部のハワイ州選出上院議員が初めて選出されたのは1959年。2004年, 2010年, 2014年 (補選),2016年に改選されている。次の選挙は2022年を予定している。 | 第3部 第3部のハワイ州選出上院議員が初めて選出されたのは1959年。2004年, 2010年, 2014年 (補選),2016年に改選されている。次の選挙は2022年を予定している。 | 第3部 第3部のハワイ州選出上院議員が初めて選出されたのは1959年。2004年, 2010年, 2014年 (補選),2016年に改選されている。次の選挙は2022年を予定している。 | 第3部 第3部のハワイ州選出上院議員が初めて選出されたのは1959年。2004年, 2010年, 2014年 (補選),2016年に改選されている。次の選挙は2022年を予定している。 |
| # | 氏名 | 所属政党 | 在職期間 | 選挙歴 | 任期 | 議会  | 任期 | 選挙歴 | 在職期間 | 所属政党 | 氏名 | # |
| 1 | ハイラム・フォン | 共和党 | 1959年8月21日 – 1977年1月3日 | 1959年選出 | 1 | 86    | 1 | 1959年選出 引退 | 1959年8月21日 – 1963年1月3日 | 民主党 | オーレン・E・ロング | 1 |
| 1 | ハイラム・フォン | 共和党 | 1959年8月21日 – 1977年1月3日 | 1959年選出 | 1 | 87    | 1 | 1959年選出 引退 | 1959年8月21日 – 1963年1月3日 | 民主党 | オーレン・E・ロング | 1 |
| 1 | ハイラム・フォン | 共和党 | 1959年8月21日 – 1977年1月3日 | 1959年選出 | 1 | 88    | 2 | 1962年選出 | 1963年1月3日 – 2012年12月17日 | 民主党 | ダニエル・イノウエ | 2 |
| 1 | ハイラム・フォン | 共和党 | 1959年8月21日 – 1977年1月3日 | 1964年再選 | 2 | 89    | 2 | 1962年選出 | 1963年1月3日 – 2012年12月17日 | 民主党 | ダニエル・イノウエ | 2 |
| 1 | ハイラム・フォン | 共和党 | 1959年8月21日 – 1977年1月3日 | 1964年再選 | 2 | 90    | 2 | 1962年選出 | 1963年1月3日 – 2012年12月17日 | 民主党 | ダニエル・イノウエ | 2 |
| 1 | ハイラム・フォン | 共和党 | 1959年8月21日 – 1977年1月3日 | 1964年再選 | 2 | 91    | 3 | 1968年再選 | 1963年1月3日 – 2012年12月17日 | 民主党 | ダニエル・イノウエ | 2 |
| 1 | ハイラム・フォン | 共和党 | 1959年8月21日 – 1977年1月3日 | 1970年再選 引退 | 3 | 92    | 3 | 1968年再選 | 1963年1月3日 – 2012年12月17日 | 民主党 | ダニエル・イノウエ | 2 |
| 1 | ハイラム・フォン | 共和党 | 1959年8月21日 – 1977年1月3日 | 1970年再選 引退 | 3 | 93    | 3 | 1968年再選 | 1963年1月3日 – 2012年12月17日 | 民主党 | ダニエル・イノウエ | 2 |
| 1 | ハイラム・フォン | 共和党 | 1959年8月21日 – 1977年1月3日 | 1970年再選 引退 | 3 | 94    | 4 | 1974年再選 | 1963年1月3日 – 2012年12月17日 | 民主党 | ダニエル・イノウエ | 2 |
| 2 | スパーク・マツナガ | 民主党 | 1977年1月3日 – 1990年4月15日 | 1976年選出 | 4 | 95    | 4 | 1974年再選 | 1963年1月3日 – 2012年12月17日 | 民主党 | ダニエル・イノウエ | 2 |
| 2 | スパーク・マツナガ | 民主党 | 1977年1月3日 – 1990年4月15日 | 1976年選出 | 4 | 96    | 4 | 1974年再選 | 1963年1月3日 – 2012年12月17日 | 民主党 | ダニエル・イノウエ | 2 |
| 2 | スパーク・マツナガ | 民主党 | 1977年1月3日 – 1990年4月15日 | 1976年選出 | 4 | 97    | 5 | 1980年再選 | 1963年1月3日 – 2012年12月17日 | 民主党 | ダニエル・イノウエ | 2 |
| 2 | スパーク・マツナガ | 民主党 | 1977年1月3日 – 1990年4月15日 | 1982年再選 | 5 | 98    | 5 | 1980年再選 | 1963年1月3日 – 2012年12月17日 | 民主党 | ダニエル・イノウエ | 2 |
| 2 | スパーク・マツナガ | 民主党 | 1977年1月3日 – 1990年4月15日 | 1982年再選 | 5 | 99    | 5 | 1980年再選 | 1963年1月3日 – 2012年12月17日 | 民主党 | ダニエル・イノウエ | 2 |
| 2 | スパーク・マツナガ | 民主党 | 1977年1月3日 – 1990年4月15日 | 1982年再選 | 5 | 100   | 6 | 1986年再選 | 1963年1月3日 – 2012年12月17日 | 民主党 | ダニエル・イノウエ | 2 |
| 2 | スパーク・マツナガ | 民主党 | 1977年1月3日 – 1990年4月15日 | 1988年再選 死去 | 6 | 101   | 6 | 1986年再選 | 1963年1月3日 – 2012年12月17日 | 民主党 | ダニエル・イノウエ | 2 |
| 空席 | 空席 | 空席 | 1990年4月15日 – 1990年5月16日 | | 6 | 101   | 6 | 1986年再選 | 1963年1月3日 – 2012年12月17日 | 民主党 | ダニエル・イノウエ | 2 |
| 3 | ダニエル・K・アカカ | Democratic | 1990年5月16日 – 2013年1月3日 | マツナガの任期を引き継ぐため任命 マツナガの任期を満了するため選出                                                                       | 6 | 101   | 6 | 1986年再選 | 1963年1月3日 – 2012年12月17日 | 民主党 | ダニエル・イノウエ | 2 |
| 3 | ダニエル・K・アカカ | Democratic | 1990年5月16日 – 2013年1月3日 | マツナガの任期を引き継ぐため任命 マツナガの任期を満了するため選出                                                                       | 6 | 102   | 6 | 1986年再選 | 1963年1月3日 – 2012年12月17日 | 民主党 | ダニエル・イノウエ | 2 |
| 3 | ダニエル・K・アカカ | Democratic | 1990年5月16日 – 2013年1月3日 | マツナガの任期を引き継ぐため任命 マツナガの任期を満了するため選出                                                                       | 6 | 103   | 7 | 1992年再選 | 1963年1月3日 – 2012年12月17日 | 民主党 | ダニエル・イノウエ | 2 |
| 3 | ダニエル・K・アカカ | Democratic | 1990年5月16日 – 2013年1月3日 | 1994年再選 | 7 | 104   | 7 | 1992年再選 | 1963年1月3日 – 2012年12月17日 | 民主党 | ダニエル・イノウエ | 2 |
| 3 | ダニエル・K・アカカ | Democratic | 1990年5月16日 – 2013年1月3日 | 1994年再選 | 7 | 105   | 7 | 1992年再選 | 1963年1月3日 – 2012年12月17日 | 民主党 | ダニエル・イノウエ | 2 |
| 3 | ダニエル・K・アカカ | Democratic | 1990年5月16日 – 2013年1月3日 | 1994年再選 | 7 | 106   | 8 | 1998年再選 | 1963年1月3日 – 2012年12月17日 | 民主党 | ダニエル・イノウエ | 2 |
| 3 | ダニエル・K・アカカ | Democratic | 1990年5月16日 – 2013年1月3日 | 2000年再選 | 8 | 107   | 8 | 1998年再選 | 1963年1月3日 – 2012年12月17日 | 民主党 | ダニエル・イノウエ | 2 |
| 3 | ダニエル・K・アカカ | Democratic | 1990年5月16日 – 2013年1月3日 | 2000年再選 | 8 | 108   | 8 | 1998年再選 | 1963年1月3日 – 2012年12月17日 | 民主党 | ダニエル・イノウエ | 2 |
| 3 | ダニエル・K・アカカ | Democratic | 1990年5月16日 – 2013年1月3日 | 2000年再選 | 8 | 109   | 9 | 2004年再選 | 1963年1月3日 – 2012年12月17日 | 民主党 | ダニエル・イノウエ | 2 |
| 3 | ダニエル・K・アカカ | Democratic | 1990年5月16日 – 2013年1月3日 | 2006年再選 引退 | 9 | 110   | 9 | 2004年再選 | 1963年1月3日 – 2012年12月17日 | 民主党 | ダニエル・イノウエ | 2 |
| 3 | ダニエル・K・アカカ | Democratic | 1990年5月16日 – 2013年1月3日 | 2006年再選 引退 | 9 | 111   | 9 | 2004年再選 | 1963年1月3日 – 2012年12月17日 | 民主党 | ダニエル・イノウエ | 2 |
| 3 | ダニエル・K・アカカ | Democratic | 1990年5月16日 – 2013年1月3日 | 2006年再選 引退 | 9 | 112   | 10 | 2010年再選 死去 | 1963年1月3日 – 2012年12月17日 | 民主党 | ダニエル・イノウエ | 2 |
| 3 | ダニエル・K・アカカ | Democratic | 1990年5月16日 – 2013年1月3日 | 2006年再選 引退 | 9 | 112   | 10 | | 2012年12月17日 – 2012年12月26日 | 空席 | 空席 | 空席 |
| 3 | ダニエル・K・アカカ | Democratic | 1990年5月16日 – 2013年1月3日 | 2006年再選 引退 | 9 | 112   | 10 | イノウエの任期を引き継ぐため任命 イノウエの任期を満了するため選出                                                                                     | 2012年12月26日 – 現職 | 民主党 | ブライアン・シャッツ | 3 |
| 4 | メイジー・ヒロノ | 民主党 | 2013年1月3日 – 現職 | 2012年選出 | 10 | 113   | 10 | イノウエの任期を引き継ぐため任命 イノウエの任期を満了するため選出                                                                                     | 2012年12月26日 – 現職 | 民主党 | ブライアン・シャッツ | 3 |
| 4 | メイジー・ヒロノ | 民主党 | 2013年1月3日 – 現職 | 2012年選出 | 10 | 114   | 10 | イノウエの任期を引き継ぐため任命 イノウエの任期を満了するため選出                                                                                     | 2012年12月26日 – 現職 | 民主党 | ブライアン・シャッツ | 3 |
| 4 | メイジー・ヒロノ | 民主党 | 2013年1月3日 – 現職 | 2012年選出 | 10 | 115   | 11 | 2016年再選 | 2012年12月26日 – 現職 | 民主党 | ブライアン・シャッツ | 3 |
| 2018年改選予定 | 2018年改選予定 | 2018年改選予定 | 2018年改選予定 | 2018年改選予定 | 11 | 116   | 11 | 2016年再選 | 2012年12月26日 – 現職 | 民主党 | ブライアン・シャッツ | 3 |
| 2018年改選予定 | 2018年改選予定 | 2018年改選予定 | 2018年改選予定 | 2018年改選予定 | 11 | 117   | 11 | 2016年再選 | 2012年12月26日 – 現職 | 民主党 | ブライアン・シャッツ | 3 |
| 2018年改選予定 | 2018年改選予定 | 2018年改選予定 | 2018年改選予定 | 2018年改選予定 | 11 | 118   | 12 | 2022年改選予定 | 2022年改選予定 | 2022年改選予定 | 2022年改選予定 | 2022年改選予定 |
| # | 氏名 | 所属政党 | 在職期間 | 選挙歴 | 任 期 |       | 任 期 | 選挙歴 | 在職期間 | 所属政党 | 氏名 | # |
| 第1部 | 第1部 | 第1部 | 第1部 | 第1部 | 第1部 | 第3部 | 第3部 | 第3部 | 第3部 | 第3部 | 第3部 | |